# Apatosciuravus
Apatosciuravus és un gènere de rosegador extint de la família dels isquiròmids que visqué durant l'Eocè. Se n'han trobat restes fòssils a Colorado i Nou Mèxic (Estats Units).